# 卡穆祖體育場
卡穆祖體育場（英語：Kamuzu Stadium）是一座位於馬拉維的多用途運動場，目前主要用作足球賽事，當地足球會Nyasa Big Bullets FC及Mighty Wanderers FC皆使用運動場作球會主場。
運動場能容納40,000名觀眾。

## 外部連結
- Illustrated BBC World Service story about an AIDS awareness event held at Kamuzu （页面存档备份，存于）
- Photos （页面存档备份，存于） at cafe.daum.net/stade （页面存档备份，存于）
- Photos （页面存档备份，存于） at worldstadiums.com （页面存档备份，存于）

15°47′56″S 35°2′4.2″E / 15.79889°S 35.034500°E